# Ozicrypta noonamah
Ozicrypta noonamah is een spinnensoort uit de familie Barychelidae. De soort komt voor in het Noordelijk Territorium.